# El año del descubrimiento
El año del descubrimiento és una pel·lícula documental hispano-suïssa del 2020 dirigit per Luis López Carrasco. La pel·lícula es va projectar el 25 de gener al Festival Internacional de Cinema de Rotterdam, on va participar al Concurs Tiger. La pel·lícula va ser seleccionada per al concurs internacional de la 35a edició del Festival Internacional de Cinema de Mar del Plata, on va guanyar l'Àstor d'Or a la millor pel·lícula.

## Sinopsi
El documental es remunta a l'any 1992, 500 anys després del descobriment d'Amèrica, que va convertir Espanya en un imperi global. És l'any que Espanya es va presentar al món com una democràcia moderna amb l'Expo 92 de Sevilla i els Jocs Olímpics de Barcelona, després dels anys foscos de la dictadura franquista. També és l'any en què van sorgir ferotges protestes a Cartagena com a resultat de la política de desindustrialització anunciada. En un bar de Cartagena, la gent mira enrere i explica la seva història.

## Ressenyes
A Rotten Tomatoes, el 100% dels 5 crítics dona una valoració positiva a la pel·lícula, amb una nota mitjana de 9,50 / 10.

## Premis i nominacions
| Any  | Esdeveniment                                  | Categoria         | Nominat                   | Resultat   |
| ---- | --------------------------------------------- | ----------------- | ------------------------- | ---------- |
| 2020 | IFFR (49a edicóe)                             | Premi Tigre       | El año del descubrimiento | Nominat    |
| 2020 | Mar del Plata (35a edició)                    | Astor d'Or        | El año del descubrimiento | Guanyador  |
| 2020 | XXVI Premis Cinematogràfics José María Forqué | Millor documental | El año del descubrimiento | Guanyador  |
| 2020 | XXXV Premis Goya                              | Millor documental | El año del descubrimiento | Guanyadora |
| 2020 | XXXV Premis Goya                              | Millor muntatge   | Sergio Jiménez            | Guanyador  |
| 2020 | VIII Premis Feroz                             | Millor documental | El año del descubrimiento | Guanyador  |